# Ізраїльський філармонічний оркестр

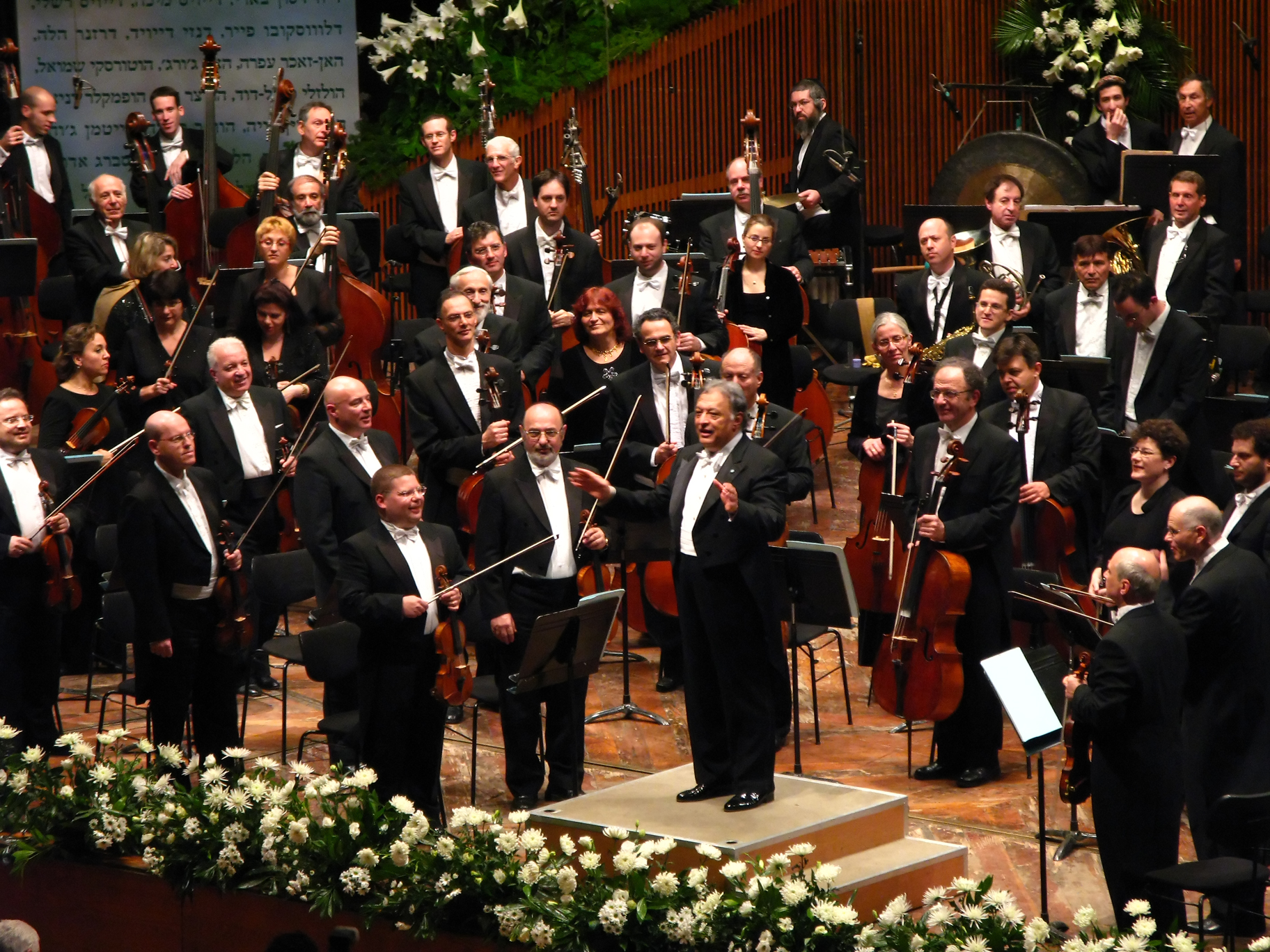
Ізраїльський філармонічний оркестр. Святкування 70-річчя. Диригент Зубін Мета. 2006 рік.

Ізраїльський філармонічний оркестр (англ. Israel Philharmonic Orchestra, івр. התזמורת הפילהרמונית הישראלית) — провідний симфонічний оркестр Ізраїлю.
Оркестр був заснований у 1936 році польським скрипалем Броніславом Губерманом під назвою «Палестинський оркестр» (англ. Palestine Orchestra). Перший концерт відбувся 26 грудня 1936 року в Тель-Авіві під керівництвом Артуро Тосканіні. Першим головним диригентом оркестру став Вільям Стейнберг.

## Керівники оркестру
- Вільям Стейнберг (1936–1938)
- Леонард Бернстайн (1947–1949)
- Поль Паре (1949–1950)
- Бернардіно Молінарі (прибув до Ізраїлю у 1948-му і провів там три роки)
- Жан Мартінон (1957–1959)
- Зубін Мета (з 1968 року, з 1981 — довічний керівник оркестру)
- Менахем Авідом (1945-1952) – генеральний секретар оркестру.